# Chuyến thăm Trung Đông của Donald Trump năm 2025

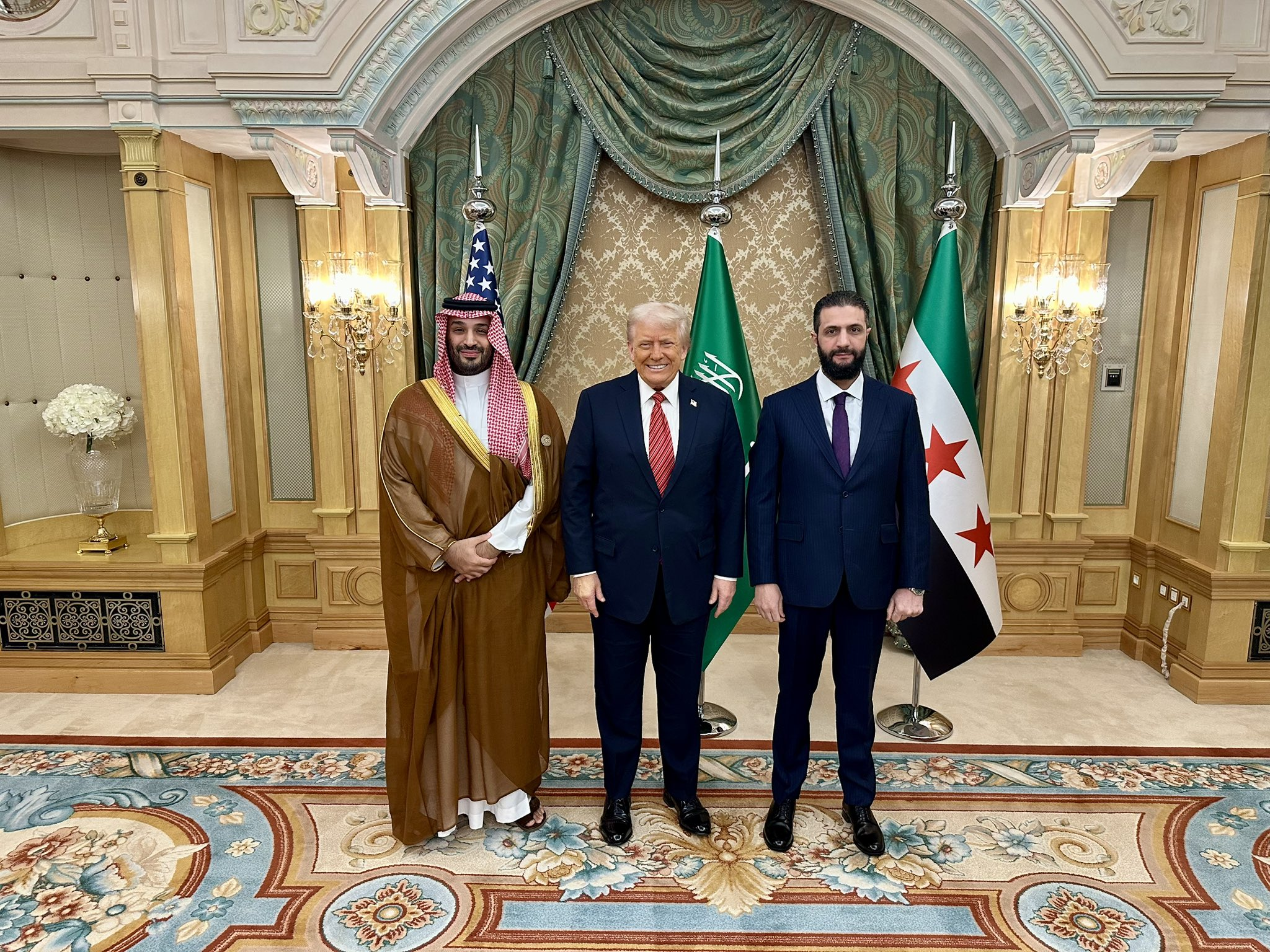
Tổng thống Donald Trump với Thái tử Mohammed bin Salman và Tổng thống lâm thời Ahmed al-Sharaa

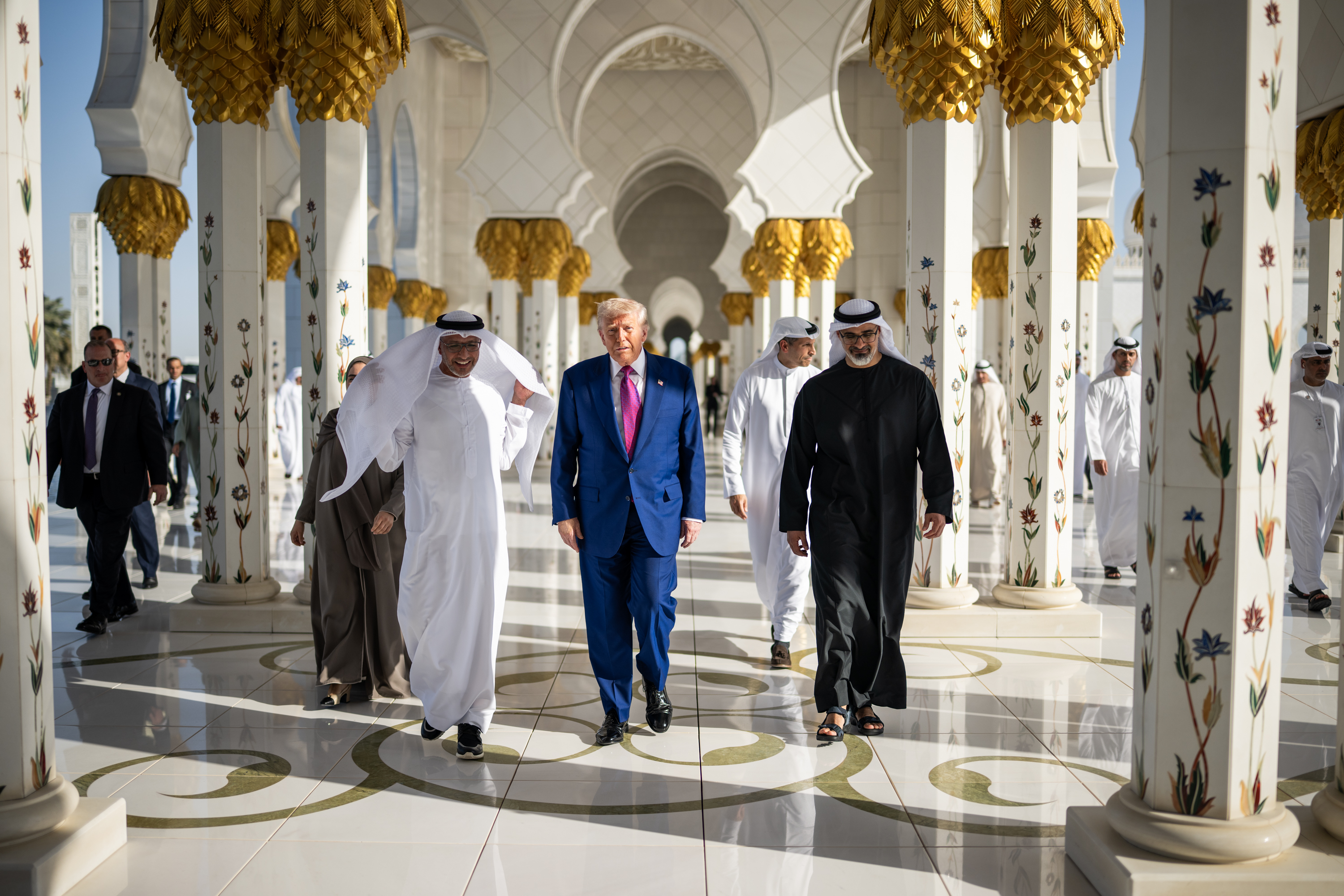
Tổng thống Donald Trump tới thăm UAE

Chuyến thăm Trung Đông của Donald Trump năm 2025 (2025 visit by Donald Trump to the Middle East) đã diễn ra từ ngày 13 đến ngày 16 tháng 5 năm 2025 khi Tổng thống Mỹ Donald Trump đã công du và thăm nom ba quốc gia vùng Vịnh gồm Ả Rập Xê Út (từ ngày 13-14 tháng 5 năm 2025), tiếp đến là Qatar (từ ngày 14-15 tháng 5 năm 2025) và cuối cùng là Các Tiểu vương quốc Ả Rập Thống nhất/UAE (từ ngày 15-16 tháng 5 năm 2025). Đây là chuyến công du quốc tế lớn đầu tiên của ông trong nhiệm kỳ Tổng thống thứ hai của ông Trump. Chuyến thăm nhằm thúc đẩy các thỏa thuận kinh tế, kêu gọi đầu tư vào Hoa Kỳ và củng cố quan hệ với các đối tác vùng Vịnh. Chuyến thăm này đã mang lại nhiều thỏa thuận kinh doanh và đầu tư giá trị lớn vào Hoa Kỳ như những thương vụ gọi vốn bạc tỷ, đặc biệt là trong các lĩnh vực quốc phòng, năng lượng và công nghệ (bao gồm cả AI), chỉ trong chuyến công du kéo dài vỏn vẹn bốn ngày đã chủ yếu tập trung vào việc đảm bảo các thỏa thuận kinh doanh và đầu tư vào Hoa Kỳ, mà ông Trump tuyên bố được đạt đến 4 nghìn tỷ USD. Trong khuôn khổ chuyến đi, ông Trump cũng có những phát biểu về việc dỡ bỏ lệnh trừng phạt với Syria, mong muốn đạt được thỏa thuận hạt nhân với Iran và đề cập đến tình hình ở dải Gaza. 
Ông Trump đã gặp Mohammed bin Salman vào ngày 13 tháng 5 năm 2025, nơi ông nhắc lại lời kêu gọi tăng đầu tư của Saudi Arabia vào Hoa Kỳ từ 600 tỷ USD lên 1 nghìn tỷ USD, con số này gần bằng tổng sản phẩm quốc nội của Ả Rập Xê Út trong một năm và vượt quá tài sản của Quỹ đầu tư công. Tổng thống Trump và Thái tử Mohammed đã ký một thỏa thuận "đối tác kinh tế chiến lược" bao gồm 142 tỷ USD, cũng như thư bày tỏ ý định cải thiện năng lực phòng thủ, biên bản ghi nhớ với Bộ Tư pháp Hoa Kỳ và về các nguồn năng lượng, hợp tác về phòng chống bệnh tật và các thỏa thuận giữa Cơ quan Vũ trụ Saudi và NASA và giữa chính phủ Saudi Arabia và Công viên Động vật học Quốc gia để thành lập một khu triển lãm dành riêng cho loài báo Ả Rập. Trump đến Doha vào ngày 14 tháng 5 năm 2025 gặp Tamim bin Hamad Al Thani, vài giờ sau, Qatar Airways đã ký một thỏa thuận mua tới 210 máy bay từ Boeing, trong những gì Trump mô tả là "đơn đặt hàng máy bay phản lực lớn nhất trong lịch sử của Boeing". Hoa Kỳ đã công bố các thỏa thuận trị giá hơn 243 tỷ USD với Qatar, bao gồm thỏa thuận quốc phòng trị giá 1 tỷ USD với Raytheon về tăng cường năng lực chống máy bay không người lái của Qatar, hợp đồng trị giá 2 tỷ USD với General Atomics về trang bị máy bay không người lái MQ-9B và 38 tỷ USD cho Căn cứ không quân Al Udeid. Ông Trump đến Abu Dhabi vào ngày 15 tháng 5 năm 2025, trở thành tổng thống Hoa Kỳ đương nhiệm thứ hai đến thăm đất nước UAE. Ông Trump đã tham quan Nhà thờ Hồi giáo lớn Sheikh Zayed cùng với Khaled bin Mohamed Al Nahyan. Các Tiểu vương quốc Ả Rập Thống nhất đã trao tặng cho ông Trump Huân chương Zayed, huân chương dân sự cao nhất của đất nước UAE.

## Tham khảo

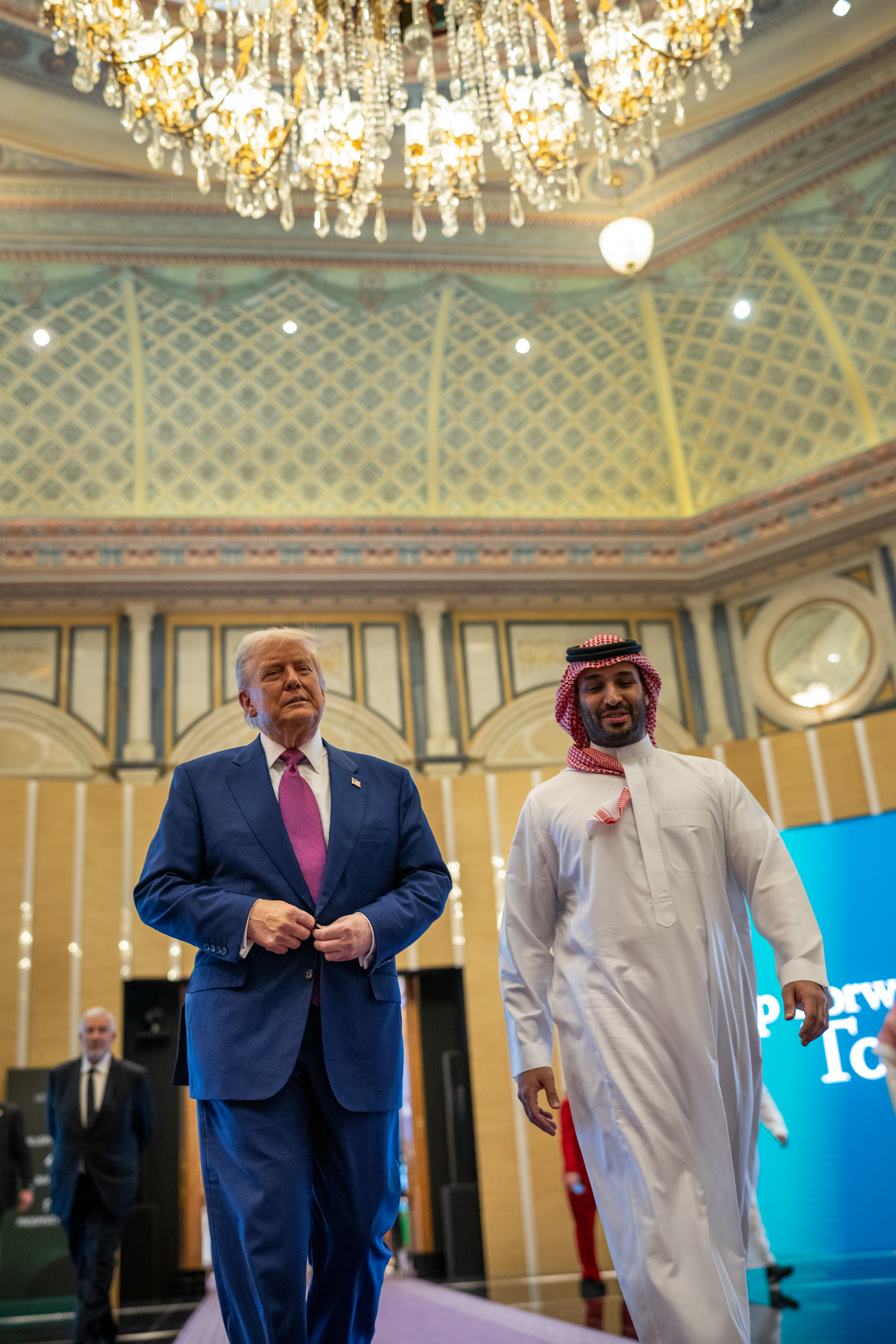
Ông Donald Trump tới Saudi Arabia

Ông Trump ở UAE